# Nymphaea sundvikii
Nymphaea sundvikii là một loài thực vật có hoa trong họ Nymphaeaceae. Loài này được Hiitonen miêu tả khoa học đầu tiên.